# Супрунівська сільська громада
Супрунівська сільська об'єднана територіальна громада — колишня об'єднана територіальна громада в Україні, в Полтавському районі Полтавської області. Адміністративний центр — село Супрунівка.
Утворена 29 серпня 2019 року шляхом об'єднання Гожулівської та Супрунівської сільських рад Полтавського району.
12 червня 2020 року громада була ліквідована і увійшла до Полтавської міської громади.

## Населені пункти
До складу громади входили 9 сіл: Андріївка, Біологічне, Говтвянчик, Гожули, Зорівка, Івашки, Мильці, Супрунівка та Шостаки.